# Varzob
Le Varzob est une rivière du Tadjikistan qui baigne Douchanbé, la capitale du pays. C'est le plus important affluent du Kofarnikhon (rive droite). C'est donc un sous-affluent de l'Amou Daria.
Son nom signifierait Rivière impétueuse (du tadjik ou persan ob - rivière - et varz).
Dans son cours inférieur, on appelle la rivière Duchanbinka, du nom de la grande ville traversée.

## Géographie
Le Varzob naît sur les pentes méridionales des monts Gissar, et coule dans un premier temps en direction du l'ouest. Après une trentaine de kilomètres, il adopte progressivement la direction du sud.
Il traverse la ville de Douchanbé, puis se jette peu après dans le Kofarnikhon en rive droite.
La vallée du Varzob est empruntée par la route M34 qui relie Douchanbé située au sud, avec Üroteppa (ex Oura-Tioubé) et Khodjent situées au nord (province de Sughd), c'est-à-dire la capitale avec les régions nord du pays, dans la vallée du Syr Daria.
À 55 kilomètres au nord de Douchanbé, le Varzob traverse les impressionnantes gorges du Varzob, lesquelles s'étendent à divers affluents de la rivière.

## Les débits à la station de Dagana
Le débit du Varzob a été observé pendant 50 ans (1936-1985) à Dagana, localité située au nord de la ville de Douchanbé . 
À Dagana, le débit inter annuel moyen ou module observé sur cette période était de 45,4 m3/s pour un bassin versant de 1 270 km2. La lame d'eau écoulée dans cette partie du bassin, de loin la plus importante du point de vue de l'écoulement, atteint ainsi le chiffre de 1 129 millimètres par an, ce qui est considérable et doit être considéré comme très élevé.
Rivière issue avant tout de la fonte des neiges et des glaciers, le Varzob est un cours d'eau de régime typiquement nivo-glaciaire qui présente deux saisons bien marquées.
Les hautes eaux se déroulent de la mi-avril à fin juillet, ce qui correspond à la fonte des neiges et des glaciers des hauts massifs du bassin (monts Gissar ou Hissar). Au mois d'août, le débit de la rivière baisse progressivement, ce qui mène à la période de basses eaux, allant d'octobre à février inclus. Mais la rivière conserve durant toute cette période un débit consistant et assez régulier, soutenu par les précipitations des sommets du bassin. 
Le débit moyen mensuel observé en janvier (minimum d'étiage) est de 11,8 m3/s, soit plus ou moins un neuvième du débit moyen du mois de juin (111 m3/s), ce qui témoigne de l'amplitude assez forte des variations saisonnières. Sur la durée d'observation de 50 ans, le débit mensuel minimal a été de 7,48 m3/s (en décembre 1956, hiver 1956-57 particulièrement peu humide), tandis que le débit mensuel maximal s'élevait à 176 m3/s (en juillet 1969, année aux précipitations particulièrement abondantes). 

## Affluents
- L'Ojuk

## Tourisme
La vallée du Varzob et de ses affluents est en passe de devenir un centre touristique important. Elle est actuellement la zone de récréation favorite des résidents de Douchanbé grande ville toute proche.
Au départ de Douchanbé, les attractions principales sont notamment:
- Les chutes d'eau de Gusgarf (35 m), la plus belle des monts Gissar (à une trentaine de kilomètres au nord de Douchanbé). Leur visite nécessite une promenade pédestre de 8 kilomètres.
- La vallée de l'Ojuk, au nord-est de la ville. La vallée, au climat doux, s'engage profondément dans la montagne sur plusieurs dizaines de kilomètres. Les pentes sont couvertes de vignes, de pommiers, de cerisiers, etc. La vallée est renommée pour ses nombreux sycomores. On trouve un peu partout des piscines et des plages de sable.
- La station thermale de Нodja-Obi-Garm (1 790 – 1 960 mètres d'altitude), construite par des Français dans les années 1970.
- Le jardin botanique de l'Académie des Sciences du Tadjikistan, dans la vallée d'un affluent appelé Kondara.
- Station de ski de Safed-Dara (Vallée blanche) à 2 200 mètres d'altitude, créée dans les années 1970, en cours de modernisation. 2 téléphériques. La neige tombe ici fin octobre ou début novembre, et la station reste enneigée durant 7 mois.
- Le col d'Anzob (3 372 mètres). Il relie le nord de la vallée du Varzob avec celle du Yaghnob, affluent principal du Zeravchan, et livre passage à la grand route vers le nord du pays. La montée, longue de 20 km, débute au niveau du village de Ziddi, à plus ou moins 74 km de Douchanbé. La différence d'altitude est de plus ou moins 1 400 mètres. Au sommet : superbe vue sur le pic Anzob de forme pyramidale, qui domine la vallée du Yaghnob. Depuis peu un tunnel, le tunnel d'Anzob permet d'éviter le passage du trafic par le col, souvent bloqué par la neige en hiver.
- Rafting et canoë-kayak sur le haut Varzob.
- Et bien d'autres choses encore.